# National Logistics Cell
Die National Logistics Cell (NLC) ist ein der pakistanischen Armee zugeordneter Bau- und Logistikkonzern. Er wurde ursprünglich 1978 gegründet, um die Verstopfung des Hafens von Karatschi zu beheben.
Seit 2015 bietet das Unternehmen Express-Güterzüge mit gebrauchten Korail-Lokomotiven vom Typ EMD GT26CW an.